# 友第德割下何乐弗尼的头颅 (卡拉瓦乔)
《友第德割下何乐弗尼的头颅》（Judith Beheading Holofernes）是卡拉瓦乔的一幅画作，作于1598–1599 或 1602年， 其题材取自旧约圣经次经友弟德传，叙述以色列寡妇友第德 的故事。她在亚述将军何乐弗尼（天主教思高聖經譯名：敖羅斐乃）喝醉睡着后，割下了他的头颅。这幅画于 1950 年被重新发现，由罗马国立古代艺术美术馆收藏。